# 1,2-Epoxybutan
1,2-Epoxybutan ist eine reaktionsfreudige Chemikalie aus der Gruppe der Epoxide.

## Isomere
Die Verbindung ist  chiral, es gibt zwei Stereoisomere (R)-1,2-Epoxybutan und (S)-1,2-Epoxybutan. Diese reinen Enantiomere spielen keine nennenswerte Rolle, das technische Produkt ist ein Racemat [1:1-Gemisch aus (R)-1,2-Epoxybutan und (S)-1,2-Epoxybutan].

## Gewinnung und Darstellung
1,2-Epoxybutan kann durch Epoxidierung von 1-Buten mit Peroxyessigsäure gewonnen werden.

## Eigenschaften
1,2-Epoxybutan ist eine leicht entzündbare, leicht flüchtige, farblose Flüssigkeit mit schwach süßlichem Geruch, die löslich in Wasser ist.

## Verwendung
1,2-Epoxybutan wird vorwiegend als Zwischenprodukt zur Synthese von Brennstoffadditiven, nichtionischen Tensiden, Entschäumern und verschiedenen anderen Produkten verwendet. Es dient auch als Stabilisator in chlorierten Kohlenwasserstofflösungsmitteln (zum Beispiel Trichlorethylen and 1,1,1-Trichlorethan).

## Sicherheitshinweise
Die Dämpfe von 1,2-Epoxybutan können mit Luft ein explosionsfähiges Gemisch (Flammpunkt  −15 °C, Zündtemperatur 370 °C) bilden. Die Verbindung neigt zur spontanen Polymerisation und es besteht durch Peroxidbildung Explosionsgefahr bei Kontakt mit Luft.